# Steinmarder
Der Steinmarder (Martes foina), manchmal auch Hausmarder genannt, ist eine Raubtierart aus der Familie der Marder (Mustelidae). Er ist in Mitteleuropa die häufigste Art der Gattung der Echten Marder und war ursprünglich insbesondere in Mischwäldern oder felsigen Regionen anzutreffen. 
Als Kulturfolger sind Steinmarder regelmäßig in Siedlungsräumen zu finden. Da er gern in Gebäuden, insbesondere auf Dachböden, sowie in Ställen und Scheunen Unterschlupf sucht, führt dies häufig zu Konflikten mit Menschen.

## Beschreibung

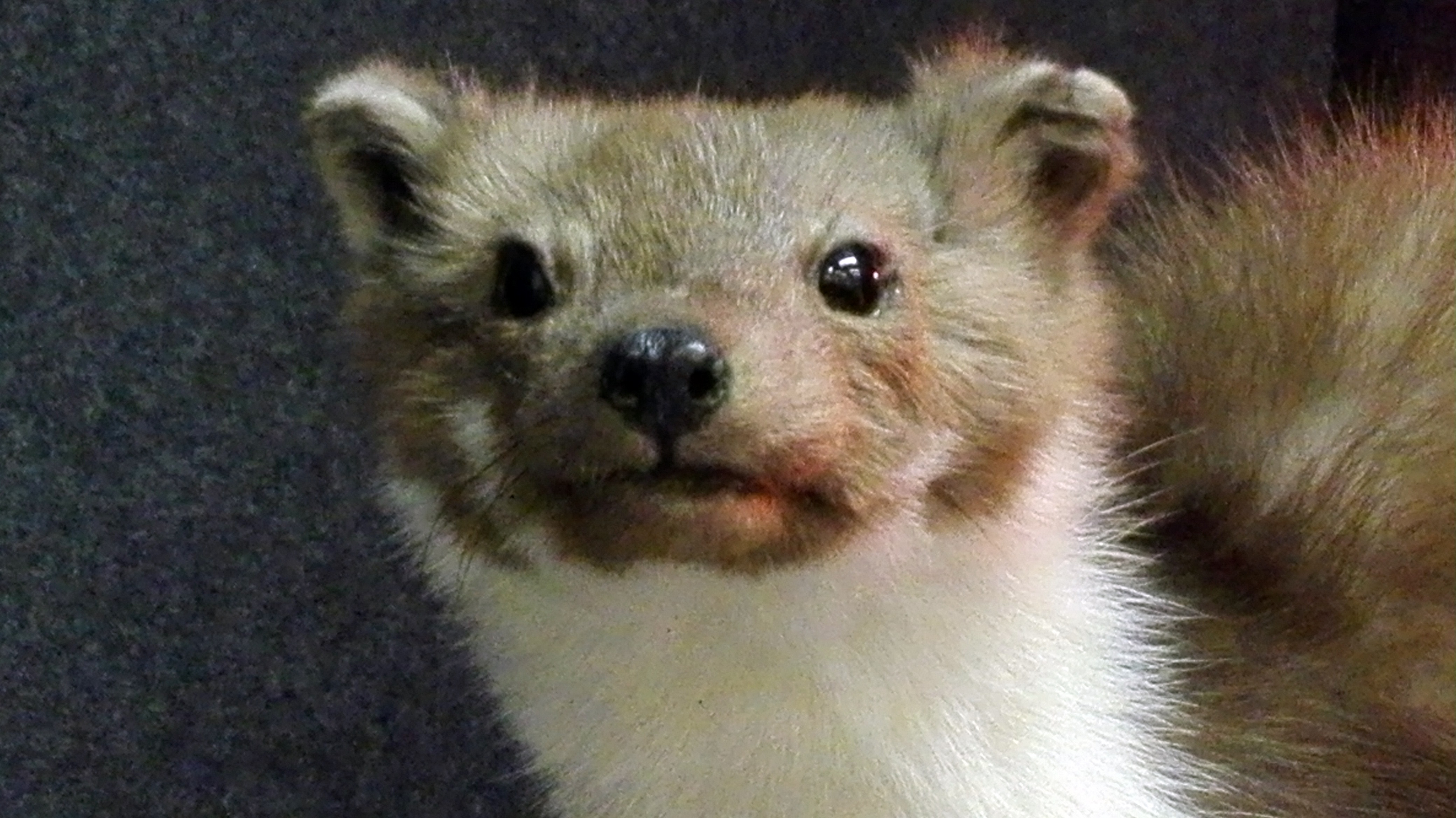
Kopf eines präparierten Steinmarders

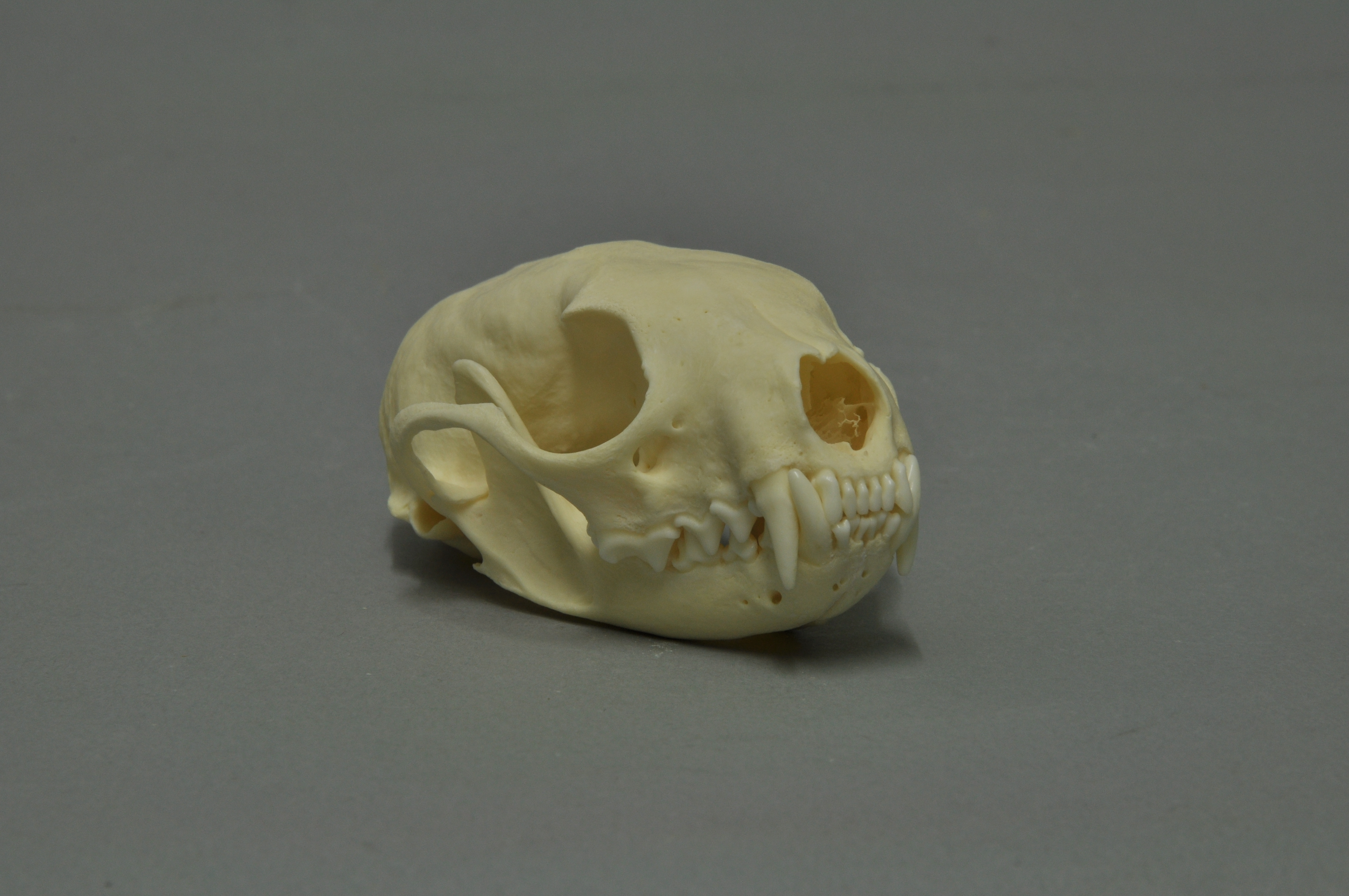
Schädel des Steinmarders aus der Sammlung des Museums Wiesbaden

Steinmarder haben den für Marder üblichen Körperbau mit einem langgestreckten, schlanken Rumpf und relativ kurzen Gliedmaßen. Der Schwanz ist relativ lang und buschig. Von der zweiten in Mitteleuropa lebenden Art der Echten Marder, dem Baummarder, unterscheidet er sich äußerlich in Form und Farbe des Kehlflecks: Dieser ist beim Steinmarder weiß und oft gegabelt und kann sich bis auf die Vorderbeine erstrecken, während er beim Baummarder gelblich und abgerundet ist. Allerdings kann der Kehlfleck bei manchen asiatischen Populationen auch ganz fehlen. Das Fell dieser Tiere ist graubraun gefärbt und rau. Weitere Unterschiede zum Baummarder sind die helle Nase und die unbehaarten Fußsohlen. Auch ist der Steinmarder etwas kürzer, aber dafür schwerer als sein Verwandter. 
Männliche Steinmarder erreichen eine Kopfrumpflänge von durchschnittlich 46 Zentimetern und ein Durchschnittsgewicht von 1,7 Kilogramm, während Weibchen mit durchschnittlich 43 Zentimetern Gesamtlänge und 1,3 Kilogramm Durchschnittsgewicht etwas kleiner sind.

## Verbreitung und Lebensraum

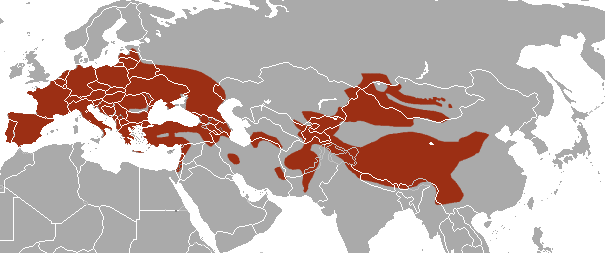
Verbreitung

Steinmarder sind in weiten Teilen Eurasiens beheimatet. Ihr Verbreitungsgebiet reicht von Spanien über Mittel- und Südeuropa (einschließlich einiger Mittelmeerinseln) und Zentralasien bis in die Mongolei und die Himalaya-Region. Eine zur Pelzjagd eingeführte Population hat sich auch im US-Bundesstaat Wisconsin etabliert.
Als einziger Vertreter unter den Echten Mardern ist der Steinmarder kein ausgesprochener Waldbewohner. Er bevorzugt offeneres, busch- oder baumbestandenes und oft felsiges Gelände und ist in Gebirgen bis 4000 Meter Seehöhe zu finden. Als Kulturfolger ist er oft in der Nähe menschlicher Siedlungen zu sehen, wo er sich in Parkanlagen, Scheunen oder auch auf Dachböden aufhält, weswegen er auch Dachmarder oder Hausmarder genannt wird.
Anscheinend kam der Steinmarder erst nach dem Baummarder auf die iberische Halbinsel. Der Steinmarder profitierte offenbar von der Neolithisierung der Halbinsel, wohingegen der Baummarder in den Norden der Halbinsel abgedrängt wurde.

## Lebensweise
Steinmarder sind in erster Linie nachtaktiv, tagsüber ziehen sie sich in ein Versteck zurück. Natürliche Verstecke sind unter anderem Felsspalten, Steinhaufen oder verlassene Baue anderer Tiere (sie selber graben keine Baue), oft ziehen sie sich jedoch auch in Gebäuden auf Dachböden oder in Ställe zurück. Die Nester werden mit Haaren, Federn oder Pflanzenmaterial gepolstert. In der Nacht geht der Steinmarder auf Nahrungssuche, wobei er sich vorwiegend am Boden fortbewegt. Er kann zwar gut klettern, steigt jedoch selten höher auf Bäume hinauf.
Wie die meisten Marder sind Steinmarder Einzelgänger, die außerhalb der Paarungszeit den Kontakt zu Artgenossen meiden. Es sind territoriale Tiere, die ihr Revier mit dem Sekret von Duftdrüsen markieren und zumindest gegen gleichgeschlechtliche Steinmarder verteidigen. Die Reviergröße ist variabel, jedoch kleiner als die des Baummarders; ihre Spannbreite beträgt zwischen 12 und 210 Hektar und hängt unter anderem vom Geschlecht ab – Männchen haben größere Reviere als Weibchen – sowie von der Jahreszeit (im Winter kleiner als im Sommer) und vom Nahrungsangebot.

## Nahrung
Steinmarder sind Allesfresser, die als Nahrungsgeneralisten sowohl tierische als auch pflanzliche Kost zu sich nehmen, wobei es saisonale Unterschiede gibt. Im Sommer und Herbst ernähren sie sich überwiegend von Früchten und Beeren. Je nach Jahreszeit erbeuten sie Kleinsäuger, Vögel (und deren Eier), Frösche, Wirbellose und Insekten, während im Winter auch Fallwild und sonstiges Aas gefressen werden.

## Fortpflanzung

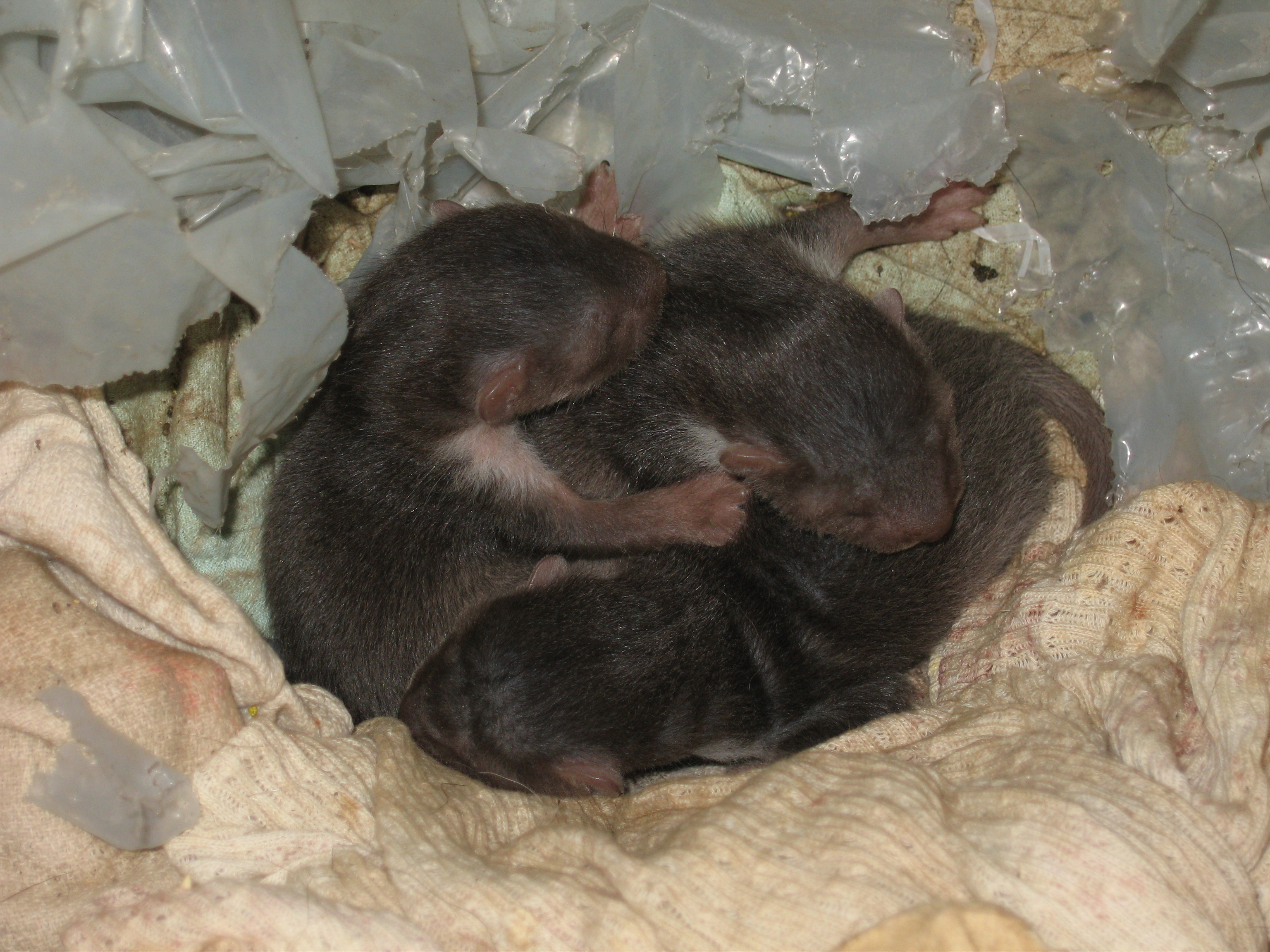
Drei Steinmarderjunge

Die Paarung erfolgt im Sommer (Juni bis August). Bedingt durch die Keimruhe bringen die Weibchen aber erst im Frühling (März oder April) den Nachwuchs zur Welt. So liegen zwischen Paarung und Geburt acht Monate, die eigentliche Tragzeit ist aber nur einen Monat lang. Die Wurfgröße beträgt im Normalfall drei bis vier, die Neugeborenen sind blind und nackt. Nach einem Monat öffnen sie die Augen, nach zwei Monaten werden sie entwöhnt, im Herbst werden sie selbstständig. Die Geschlechtsreife tritt im Alter von 15 bis 27 Monaten ein. Die durchschnittliche Lebenserwartung in freier Wildbahn beträgt drei Jahre, das Höchstalter zehn Jahre. In menschlicher Obhut können sie deutlich älter werden, bis zu 18 Jahre.

## Steinmarder und Menschen

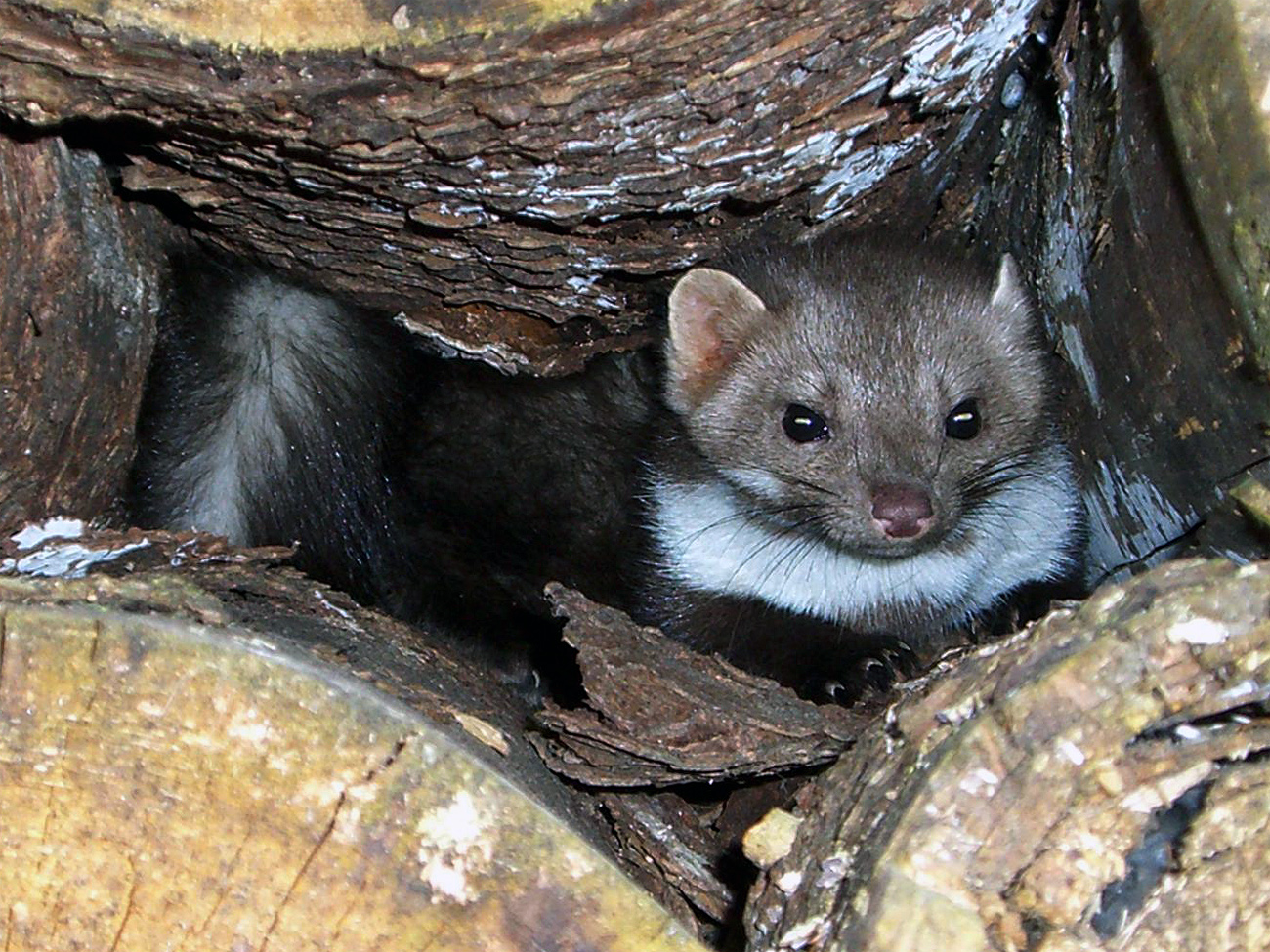
Steinmarder (Martes foina)

### Schutz- und Gefährdungsstatus
Im internationalen Recht fällt der Steinmarder unter Anhang drei der Berner Konvention, welche den Erhalt geeigneter Lebensräume für empfindliche, wandernde und gefährdete Arten gewährleisten soll. Als im Anhang drei verzeichnetes Tier dürfen Steinmarder nur in einem Umfang bejagt werden, der ihren Bestand nicht gefährdet. In Deutschland unterliegen sie dem Jagdrecht und dürfen zwischen dem 16. Oktober und dem 28. Februar bejagt werden, wobei Totfangfallen nicht zulässig sind. Noch sind Steinmarder in einem Großteil ihres Verbreitungsgebietes recht häufig und zählen nicht zu den bedrohten Arten.

### Probleme mit Mardern

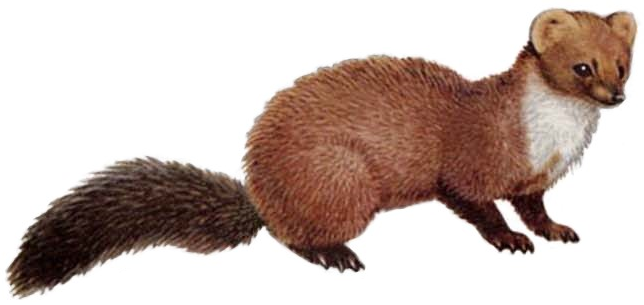
Zeichnung eines Steinmarders

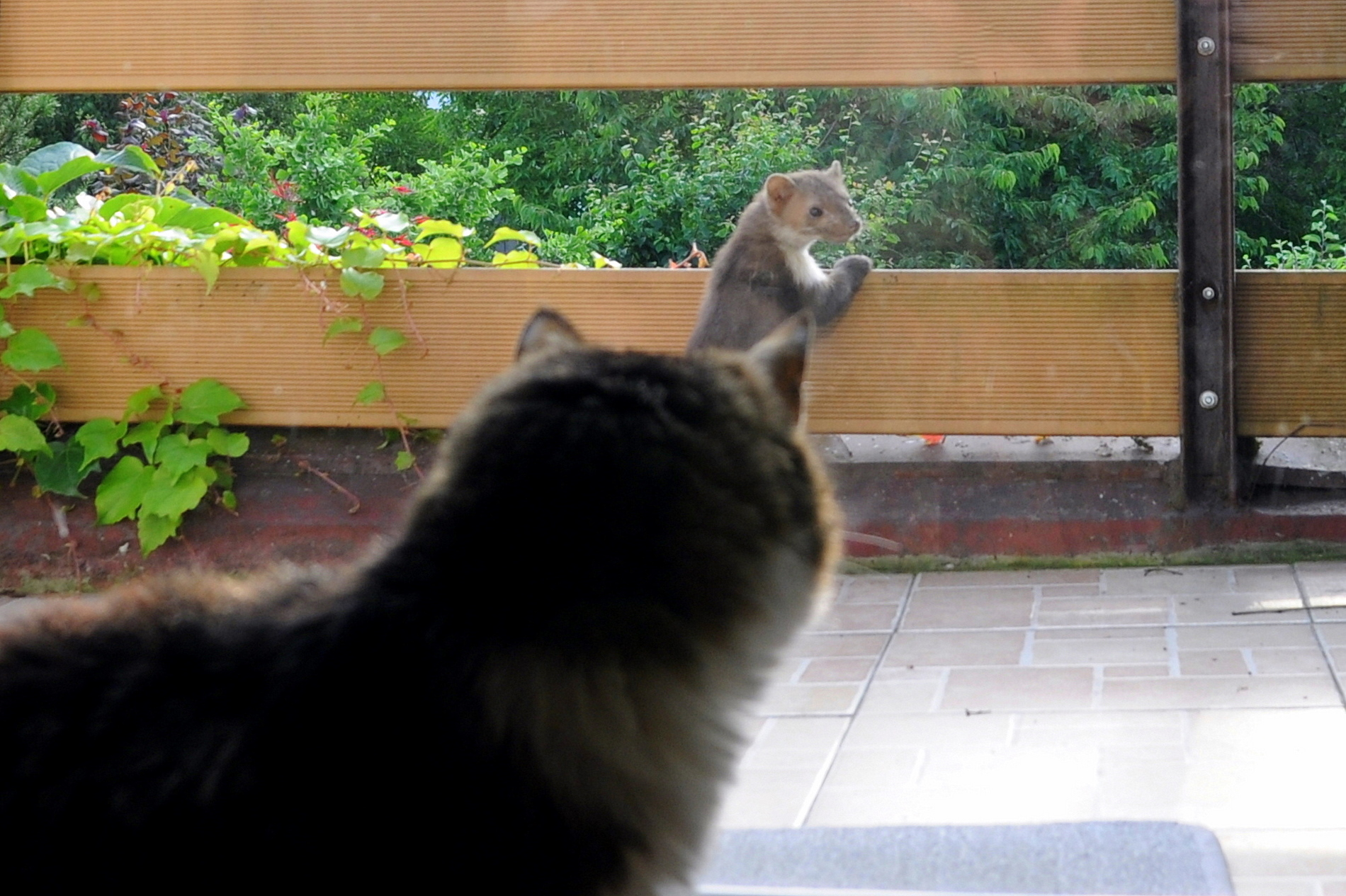
Steinmarder von Katze beobachtet

Da Steinmarder mitunter in Vogelställe oder Kaninchengehege eindringen, werden sie mancherorts noch immer vom Menschen als „Schädlinge“ verfolgt. 
Steinmarder sind außerdem dafür bekannt, dass sie an Fahrzeugen Kabel, Schläuche und Dämmmaterial zerbeißen und so beträchtlichen Sachschaden anrichten können – in diesem Zusammenhang werden sie mitunter als „Automarder“ bezeichnet. Vermutlich suchen Marder den Motorraum von PKWs auf, weil andere Artgenossen dort Reviermarkierungen zurückgelassen haben. Wahrscheinlich beschädigt nicht der erste Marder das Fahrzeug, sondern ein später eintreffendes Tier, das auf den Geruch des Kontrahenten aggressiv reagiert. Zur Marderabwehr werden eine Reihe von Hilfsmitteln angeboten, darunter Geräte, die eine abschreckende Ultraschallfrequenz produzieren. Im Jahr 2022 wurden in Deutschland für kaskoversicherte PKWs 214.000 Marderschäden in Höhe von 104 Mio. Euro gemeldet (⌀ 485 Euro).
Steinmarder beziehen gern ungenutzte Bereiche in Wohn- und Wirtschaftsgebäuden, insbesondere Scheunen, Garagen oder Dachböden, was häufig zu Konflikten mit Menschen führt. Abgesehen von nächtlichem Lärm, störenden Gerüchen und beschädigten Leitungen können Steinmarder Bauschäden verursachen, sodass Hausbesitzer in der Regel versuchen, sie loszuwerden. Zu den üblichsten Methoden zählen bauliche Veränderungen (wie nachträglich installierte Hemmnisse), regelmäßige Störungen, der Einsatz bestimmter Duftstoffe, sowie weitere Maßnahmen der Vergrämung.